# Ara em veus
Ara em veus (títol original en anglès: Now You See Me) és una pel·lícula de thriller franco-estatunidenca, dirigida per Louis Leterrier i estrenada el 2013. Ha estat doblada al català.

## Argument
Un il·lusionista, en Daniel Atlas (Jesse Eisenberg); la seva antiga ajudant, la Henley Reeves (Isla Fisher); un prestidigitador carterista, en Jack Wilder (Dave Franco); i un mentalista hipnotitzador, en Merritt McKinney (Woody Harrelson), són reclutats per un misteriós anònim. Un any més tard, formen «Els Quatre Genets», un grup d'il·lusionistes conduïts pel carismàtic Daniel Atlas. Per a començar, fan un xou a Las Vegas, en el qual sorprenen el públic atracant, en directe i a distància, un banc a França i fent ploure sobre el públic els bitllets de banca robats. A continuació, a Nova Orleans, amaguen milions de diners d'Arthur Tressler, un assegurador que no havia indemnitzat les víctimes d'un cicló, amb la finalitat de repartir-los en els comptes bancaris del públic, compost de convidats estafats per Tressler.
En Dylan Rhodes (Mark Ruffalo), un agent del FBI, vol aturar els il·lusionistes abans que no duguin a terme un projecte molt més ambiciós, però es veu obligat de fer equip amb l'Alma Dray (Mélanie Laurent), una detectiu de l'Interpol de la qual ell es malfia immediatament. En la seva desesperació davant la dificultat de la investigació, en Dylan contacta en Thaddeus Bradley (Morgan Freeman), un presentador de televisió que desmunta els trucs dels màgics a les seves emissions. Els revela els secrets dels il·lusionistes, assegurant-los que el robatori de la banca s'ha aconseguit gràcies a disfresses i trucs de vídeo. Finalment, en Dylan i l'Alma es posen d'acord en el fet que «els Quatre Genets» disposen de l'ajuda d'una cinquena persona i que la seva captura és la clau de la investigació.

## Repartiment
Els Quatre Genets
- Jesse Eisenberg com a J. Daniel Atlas (els amants), un mag de carrer
- Woody Harrelson com a Merritt McKinney (l'ermità), un mentalista
- Isla Fisher com a Henley Reeves (la sacerdotessa), una escapista
- Dave Franco com a Jack Wilder (la mort), un mag de carrer

FBI i Interpol
- Mark Ruffalo com a Dylan Rhodes
- Mélanie Laurent com a Alma Dray (L'únic agent de la Interpol)
- Michael J. Kelly com l'agent Fuller
- Common com a Evans
- David Warshofsky com a Cowan
- J. Larose com a Willy Mears

El patrocinador i l'ex-mag
- Michael Caine com a Arthur Tressler
- Morgan Freeman com a Thaddeus Bradley

Altres personatges
- Conan O'Brien com a ell mateix
- Elias Koteas com a Lionel Shrike
- José Garcia com a Étienne Forcier
- Caitriona Balfe com Jasmine Tressler